# Pichler János
Pichler János (Arad, 1899. június 24. – Budapest, 1984. augusztus 19.) magyar vízmérnök, szakíró.

## Életpályája
A budapesti Műegyetemen szerzett oklevelet 1925-ben. Több Magánmérnöki irodáknál és vízszabályozó társaságoknál dolgozott, majd 1932-től a Csepel-szigeti Ármentesítő Társulat igazgató főmérnöke és a Tisza-Dunavölgyi Társulat titkára lett. 1948-tól az Országos Vízügyi Főigazgatóságnál, illetve jogelődeinél az ár- és belvízvédelem fejlesztésében vett részt, közreműködött az ezzel kapcsolatos szervezet (ÁBKSZ) létrehozásában. 1963–1971 között az Országos Vízügyi Beruházási Vállalatnál, illetve jogelődjeinél a dunai vízerőmű-rendszer beruházási munkáinak egyik vezetője volt. Mint a Fertő-táj Bizottság titkárának, jelentős szerepe volt a Fertő-vidék kutatásának megszervezésében és irányításában.

## Főbb művei
- Útmutató belvízi átemelő telepeink építéséhez (Budapest, 1943)
- Belvízrendezés (Budapest, 1954)
- Magyarország vízrendezése (Budapest, 1956)